# Condado de San Juan (Novo México)
O Condado de San Juan (em inglês:  San Juan County) é um dos 33 condados do estado americano do Novo México. A sede do condado é Aztec e sua maior cidade é Farmington.
O condado possui uma área de 14 344 km², dos quais 14 279 km² estão cobertos por terra e 66 km² por água, uma população de 130 044 habitantes, e uma densidade populacional de 9,1 hab/km² (segundo o censo nacional de 2010). É o quinto condado mais populoso do Novo México.

## Galeria de imagens

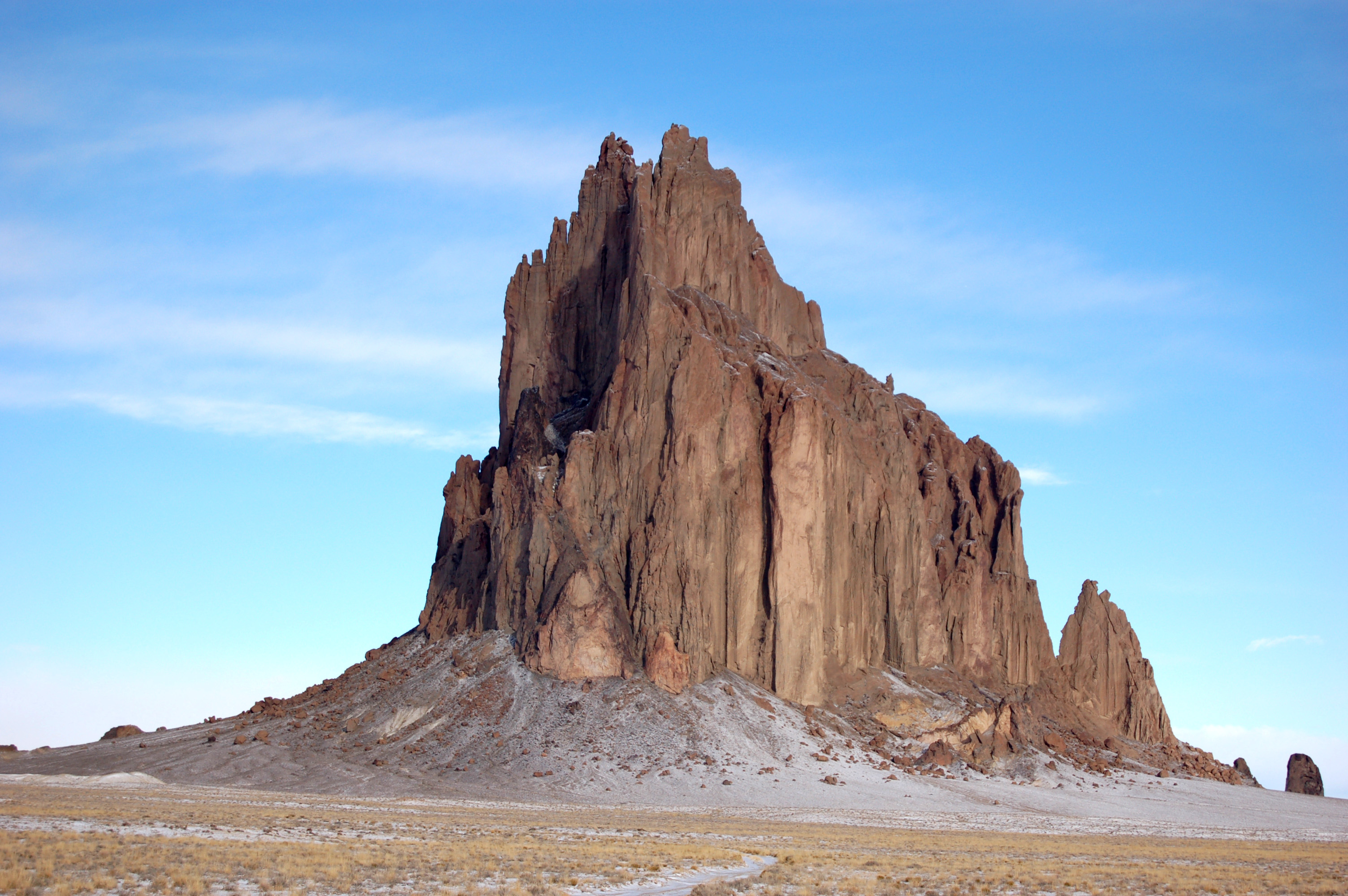
Shiprock